# Léa Soldner
Pour les articles homonymes, voir Soldner.
Léa Soldner, née le 10 février 1996 à Mulhouse (Haut-Rhin), est une joueuse française de volley-ball évoluant au poste de libéro au Volley Mulhouse Alsace, en Ligue AF.
Elle effectue un passage en équipe de France de 2018 à 2019.
Lors de la saison 2020-2021, elle remporte le doublé championnat-coupe de France avec l'ASPTT Mulhouse.

## Biographie

### Famille et formation
D'origine alsacienne et fille de parents volleyeurs, elle est initiée au sport familial à l’âge de 5 ans au VBC Kingersheim dans le Haut-Rhin. Elle déclare sur sa formation : « Lorsque je suis entrée au collège en 6ème, j’ai intégré la section sportive Volley+ du Collège Émile Zola à Kingersheim. Ensuite, lors de ma première générale, j’ai intégré le Pôle France de Châtenay-Malabry pendant 2 ans, puis je suis allée sur Toulouse 1 an au Pôle France Junior avant d’intégrer l’effectif professionnel de l'ASPTT Mulhouse ». Son frère cadet Lucas Soldner — né en 1999 —, est également un joueur professionnel de la discipline évoluant au poste de passeur.

### Carrière en club
À la fin de la saison 2021-2022, elle s'engage pour une 9e saison avec le club mulhousien.

### Équipe nationale française
Elle participe au championnat d'Europe des moins de 18 ans 2013 avec l'équipe de France Cadettes où la sélection termine à la 11e place.
Elle intègre pour la première fois l'équipe de France A en 2018, année où elle dispute notamment la Ligue européenne.

## Clubs
- ASPTT Mulhouse (2014–)

## Palmarès
- Championnat de France (2) :
  - Vainqueur en 2017, 2021.
  - Finaliste en 2022, 2023.

- Coupe de France (2) :
  - Vainqueur en 2021, 2025.
  - Finaliste en 2024.

- Supercoupe de France (3) :
  - Vainqueur en 2017, 2021, 2022.

### Distinctions individuelles
en sélection
- Meilleure libéro et réceptionneuse des Jeux méditerranéens de 2018 (2).

en club
- Meilleure libéro du championnat de France 2018-2019.
- Meilleure joueuse de la Supercoupe de France 2022.